# Luis Solorio
Luis Alfonso Solorio Gutiérrez o Luis Solorio (1 de agosto de 1994) es un futbolista mexicano que juega como Defensa, actualmente se encuentra sin club.

## Trayectoria

### Inicios
Inicio en las fuerzas básicas de Chivas desde el año 2009, donde jugó las categorías Sub-15 y Sub-17, tras grandes actuaciones en Chivas, fue llevado al Mundial Sub-17 de México, tras después de ser campeón del mundo sub-17.

### Deportivo Tepic
Tras no tener éxito con Chivas sin poder debuta y teniendo muy pésimas actuaciones con el equipo de fuerzas inferiores, fue anunciado como refuerzo del Deportivo Tepic, en calidad de Préstamo de cara al Apertura 2014.

### Club Atlético Zacatepec
Tras la desaparición del Deportivo Tepic, fue anunciado como nueva incorporación del Zacatepec de cara al Apertura 2017.

### Cafetaleros de Chiapas
El 6 de junio de 2019, se oficializa su traspaso al Cafetaleros de Chiapas en calidad de Préstamo por 1 año con opción a compra.

## Selección nacional

### Sub-17
| Mundial                     | Sede   | Resultado | Partidos | Goles |
| --------------------------- | ------ | --------- | -------- | ----- |
| Copa Mundial Sub-17 de 2011 | México | Campeón   | 1        | 0     |

## Palmarés

### Campeonatos internacionales
| Título         | Equipo           | Sede   | Año  |
| -------------- | ---------------- | ------ | ---- |
| Mundial Sub-17 | Selección Sub-17 | México | 2011 |